# Guillaume de Nangis
Guillaume de Nangis (siglo XIII-1300), también conocido como Guillermo de Nangis, fue un cronista francés.
Guillermo era un monje en la abadía de Saint-Denis. Alrededor de 1285 fue puesto a cargo de la biblioteca de la abadía como custos cartarum, y murió en junio o julio de 1300. Después de haber realizado algún trabajo sobre los manuscritos latinos en los que se basan las Grandes Crónicas de Francia, Guillermo escribió un largo Chronicon, con la historia del mundo desde la creación hasta el año 1300. Para el período anterior a 1113 esta obra meramente repite la de Sigebert de Gembloux y otros; Pero después de esta fecha contiene algún material nuevo y valioso. La crónica tuvo continuaciones posteriores por otros autores, con la "segunda continuación", principalmente por Jean de Venette, tomando acontecimientos hasta 1368.
Otros escritos de Guillermo son: Gesta Ludovici IX; Gesta Philippi III; sosa Audacis; Chronicon abbreviatum regum Francorum; Y una traducción francesa de la misma obra escrita para los laicos. Usando la gran cantidad de manuscritos en Saint Denis, Guillermo fue un compilador en lugar de un autor, y con la excepción de la última parte del Chronicon sus escritos no añaden material nuevo a nuestro conocimiento de la época. En su Gesta Ludovici IX incluyó una carta de Sempad el Condestable a Enrique I de Chipre.
Ambas crónicas, sin embargo, se hicieron muy populares y encontraron varios continuadores, siendo Jean de Joinville entre los que hicieron uso del Chronicon. Este trabajo de 1113 a 1300, con continuaciones en 1368, ha sido editado por H. Géraud para la Société de l'histoire de France (París, 1843), y prácticamente todos los escritos de Guillermo se encuentran en el vigésimo volumen de Recueil des historiens des Gaules et de la France de Martin Bouquet (Paris, 1738–1876). Una traducción francesa del Chronicon está en la Collection des mémoires relatifs à l'histoire de France de Guizot (París, 1738-1876)